# Археологический музей Сента
Археологи́ческий музей Се́нта (фр. Musée archéologique de Saintes) — музей древнеримского искусства в Сенте (Франция). Расположен в центре города на левом берегу реки Шаранта, в небольшом павильоне рядом с античной аркой Германика. Экспозиция, посвященная галло-римскому периоду, была полностью реорганизована в 2008 году.

## История
Музей был основан в 1815 году по инициативе барона Александра де Кразанна (Alexandre Chaudruc de Crazannes). Коллекция каменных фрагментов, найденных во время археологических раскопок и различных земляных работ, пополнялась на протяжении всего XIX века.
В 1931 году музей переехал в старинное здание бывшей городской скотобойни, отреставрированное для этой цели по совету хранителя музеев Сента, археолога Шарля Данжибо (Charles Dangibeaud). Верхний ряд окон на просвет и трельяжные решётки, которыми были перекрыты арки, придали этому зданию некий античный вид.

## Описание

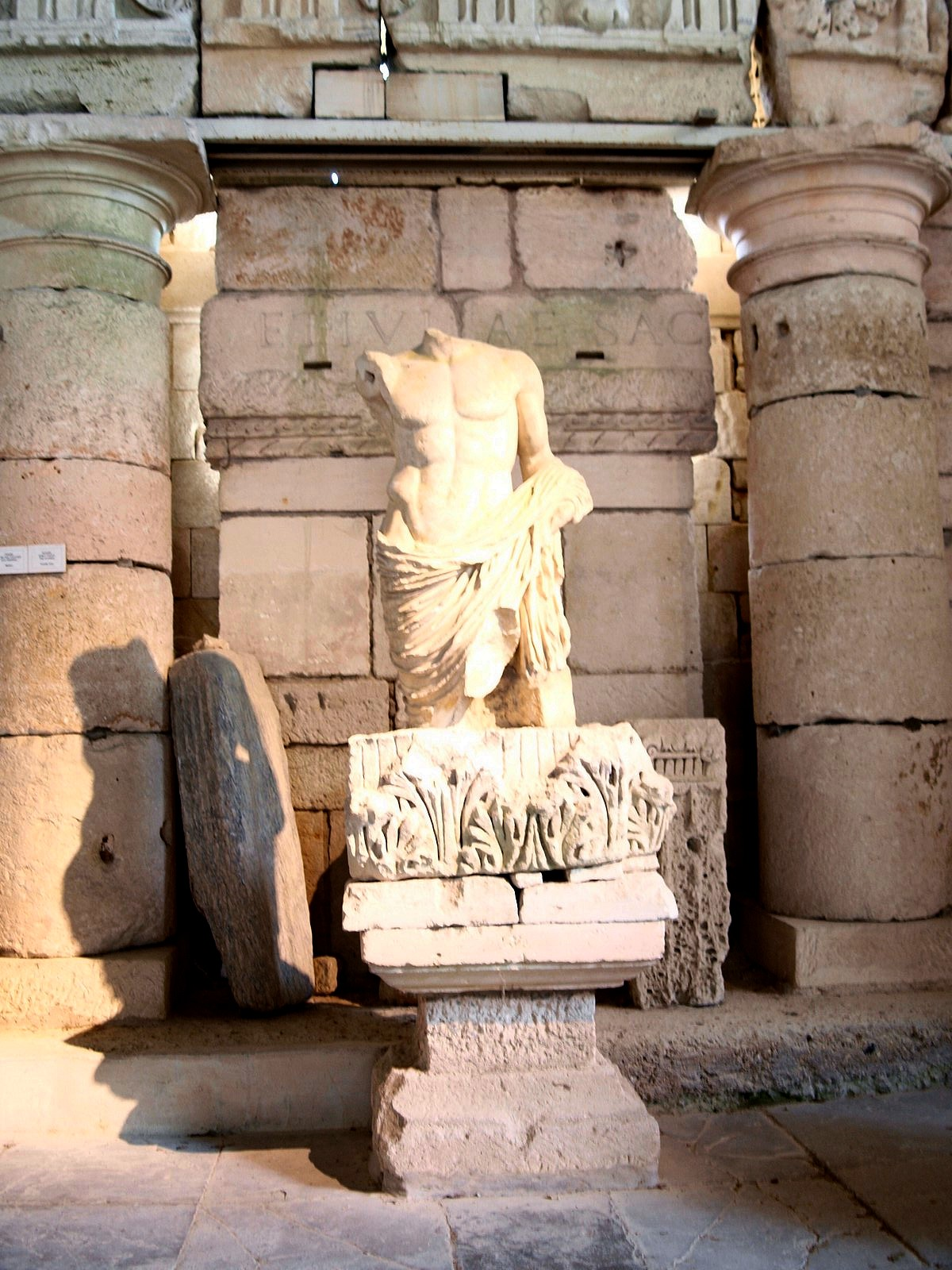
Фрагмент экспозиции музея

Помещению музея предшествует внутренний двор, в котором находится колоннада, состоящая из фрагментов античных сооружений, вероятно, разрушенных в конце III века при строительстве городских стен. Фактически, большая часть выставленных коллекций была найдена во время раскопок этой стены, сооружённой в III—IV веках, в период вторжений и политической нестабильности, когда базилики, храмы и дворцы сносились ради добычи камня для возведения городских укреплений. Эти оборонительные сооружения, перестраиваемые несколько раз в Средние века, сохранялись до XVIII века; основания крепостных валов, включённые в список исторических памятников в 1977 году, до сих пор видны у площади де Реколетт (place des Récollets).
В основном зале музея находится приблизительная реконструкция антаблемента видной городской постройки, собранная из фрагментов I века. Среди других экспонатов — различные части колонн, капителей, надгробных стел и остатки мозаик. Также представлена коллекция скульптур религиозного, погребального и декоративного назначения. Возможно, некоторые женские изображения могли представлять собой персонифицированный образ Шаранты. Среди наиболее примечательных экспонатов — задрапированный торс из каррарского мрамора и фрагменты римских колесниц I века.